# Podih
A Podih (ukránul: Подих) (magyarul: Lehelet) Jamala harmadik stúdióalbuma. 2015. október 12-én adták ki Ukrajnában az Enjoy Records-on keresztül. Az album tartalmazza az „Очима”, „Шлях додому” és a „Подих” kislemezeket.

## Kislemezek
A Очима 2015. március 26-án jelent meg, mint az album első kislemeze. A Шлях додому-t 2015. május 18-án, a Подих-t pedig 2015. június 15-én adták ki.

## Számlista
| 1.    | Подих                | 4:29 |
| 2.    | Чому саме тебе       | 3:22 |
| 3.    | Шлях додому          | 4:26 |
| 4.    | Більше               | 3:49 |
| 5.    | Иные                 | 3:25 |
| 6.    | Ночь                 | 3:47 |
| 7.    | Очима                | 4:33 |
| 8.    | Drifting Apart       | 3:31 |
| 9.    | Hate Love            | 3:46 |
| 10.   | Неандертальці        | 3:25 |
| 11.   | Обещание             | 3:43 |
| 12.   | Sister's Lullaby     | 4:58 |
| 13.   | Заплуталась (Bónusz) | 5:07 |
| 52:21 |                      |      |

## Kiadás
| Ország  | Dátum             | Kiadó         | Formátum         |
| ------- | ----------------- | ------------- | ---------------- |
| Ukrajna | 2015. október 12. | Enjoy Records | Zeneletöltés, CD |

## Fordítás
- Ez a szócikk részben vagy egészben  a   Podykh című angol Wikipédia-szócikk fordításán alapul.  Az eredeti cikk szerkesztőit annak laptörténete sorolja fel. Ez a jelzés csupán a megfogalmazás eredetét és a szerzői jogokat jelzi, nem szolgál a cikkben szereplő információk forrásmegjelöléseként.